# 鵝鑾鼻
21°54′12″N 120°51′10″E / 21.90333°N 120.85278°E
鵝鑾鼻，為台灣南端的岬角，又名南岬（英語：South Cape）。其位置於臺灣屏東縣恒春鎮，為中央山脈盡處臺地的最南端，隔著巴士海峽與菲律賓相望。

## 命名
鵝鑾鼻之名來由，眾說紛紜。其中墾管處廣傳的說法如下：「Galangepi」可溯源於南排灣語，意為「船帆」，因該地西側香蕉灣有顆形似船帆的石頭，排灣語稱為「Galangepi」，西側大石被稱為「船帆石」；而「鼻」在臺灣話中意旨物體突出而像鼻子的部分，即為岬角之意（如“貓鼻頭”）。臺灣日治時期之文獻上，此地名亦常以片假名標音記為。
現今，為尊重多元族群，故正確寫法應依照排灣族語文字拼寫「Galangepi」。

## 歷史

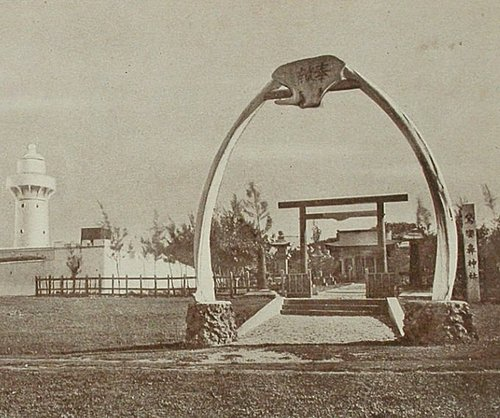
日治時期的鵞鑾鼻神社

清代多記載臺灣最南點為「沙馬磯」或「沙馬磯頭」，例如黃叔璥的《臺海使槎錄》載：「南路界盡沙馬磯頭，相傳地脈直接呂宋。」，但現代對於沙馬磯頭是貓鼻頭或鵝鑾鼻則未有定見。
鵝鑾鼻一帶原為斯卡羅王國龜仔甪社（Kuarut）之領土。其地形為珊瑚礁隆起之台地，三面臨海，一面背山，地勢險要且沿岸多珊瑚暗礁，由於地處巴士海峽與太平洋交會之處，往來漁船頻繁，其海下之暗礁險惡甚之。
1867年，美國商船羅發號（又譯“羅妹號”），於鵝鑾鼻西南方約15公里的七星礁觸礁沉沒，船長亨特（J. W. Hunt）夫婦偕同船員水手14人游至獅龜嶺（今龍磐草原一帶）上岸，因誤闖龜仔甪社領地，而被當局誤認為侵略者，而依當地習慣法處決之，僅一名粵籍水手逃生，跨境後前往清治台灣，受當地居民幫助輾轉送至打狗英國領事館，促而使斯卡羅酋邦與美國雙方簽訂南岬之盟。但也因美清在台交涉時，清帝國表明：「告以生番不歸地方官管轄，嗣後請飭外國商人謹遵土牛之禁，不可擅入生番境界，以免滋事。」，埋下日本企圖佔領台灣的野心。
1871年，琉球漁民因遇颱風，而漂至八瑤灣（今滿州鄉九棚-港仔一帶），因船毀壞無法獨力回國，而深入異地與高士佛社的排灣族起了衝突，而54名琉球人進而遭處決。而日本為此為藉口，起兵討伐台灣，引發兩年後的牡丹社事件。
經歷兩次大規模外國漁船觸礁案，清廷無法坐視不管，首先於琅嶠猴洞山（今恆春市區）興建縣城，定名「恆春縣」；再者委託英國皇家學會的畢齊禮（Michael Beazeley）勘查恆春半島地貌，尋求興建燈塔的地點，後於現今鵝鑾鼻燈塔處，以100塊銀元向龜仔甪購買土地，興建燈塔。

## 設施
在1982年成立鵝鑾鼻公園，以鵝鑾鼻燈塔為主體，規劃出鄰近五十公頃的風景區，後又劃為國家公園管理。

## 廟宇
- 鵝鑾鼻保安宮
- 萬應公祠（墾丁大灣）